# Вишнякова, Лина Николаевна
Лина Николаевна Вишнякова — советский хозяйственный и государственный деятель, лауреат Государственной премии СССР за выдающиеся достижения в труде.

## Биография
Родилась в 1939 году в селе Хмелевка. Член КПСС.
Окончила трёхгодичную школу мастеров при ШРМ № 6.
В 1954—1959 годах — разнорабочая на железной дороге, на карьере.
В 1959—1995 годах — сверловщица, наладчица автоматов и полуавтоматов Барнаульского завода транспортного машиностроения.
За творческую активность, большой личный вклад в дело повышения эффективности машиностроительного производства была в составе коллектива удостоена Государственной премии СССР за выдающиеся достижения в труде 1982 года.
В 1995—2020 годах — заместитель председателя совета ветеранов АО «Барнаултрансмаш».
Живёт в Барнауле.

## Награды
- Орден Октябрьской Революции
- Орден Знак Почёта